# Topomeigenia maturina
Topomeigenia maturina är en tvåvingeart som beskrevs av Townsend 1919. Topomeigenia maturina ingår i släktet Topomeigenia och familjen parasitflugor. Inga underarter finns listade i Catalogue of Life.